# Муфтијство војвођанско
Муфтијство војвођанско је једна од две организације исламских верника на подручју аутономне покрајине Војводине у Србији. Налази се у саставу мешихата србијанског Исламске заједнице Србије. Има седиште у Новом Саду, а на челу муфтијства се налази муфтија Мухамед Зиљкић. Поред Муфтијства војвођанског Исламске заједнице Србије, на подручју Војводине делује и Новосадско муфтијство, које је у саставу Исламске заједнице у Србији.